# アリファーナ鉄道
アリファーナ鉄道（アリファーナてつどう、イタリア語：Ferrovia Alifana）は、かつてイタリア南部に存在した鉄道会社である。同社はナポリとピエディモンテ・ダリーフェ（今のピエディモンテ・マテーゼ）を接続する路線を運営していた。2005年には、メトロカンパーニア・ノルドエスト（MCNE）(カンパニア州北部で旅客輸送を行う別の有限会社）に取得された。
会社は1913年3月30日に発足し、最初の営業区間は、ナポリ・カルロⅢ世広場駅＝サンタ・マリーア・カープア・ヴェーテレ駅、サンタンドレア・デ・ラーニ＝ビフォルカツィオーネ＝カプア（43km）間で、11,000V、25Hzの交流電気運転を行った。カイアッツォからピエディモンテ・マテーゼ駅間の営業は1914年に、蒸気機関車で始まった。ナポリ・セコンディリアーノからサンタ・マリーア・カープア・ヴェーテレまでの路線はその後開通した。軌間は両路線とも935mmであった。
路線は第二次世界大戦中に大きな損害を受けた。最初の路線は1963年に、標準軌およびディーゼル機関車を使用して復旧されたが、セコンディッリアーノからの路線は同じ対応をされず、高い輸送量にもかかわらず1976年に廃線となり、バス路線に置き換えられた。この動きは一時的で、2005年には、ピシノーラからムニャーノを接続する区間だけに更新されて再開された（ナポリ＝アヴェルサ線）。
同年、アリファーナ鉄道のすべての業務は、新しい有限会社メトロカンパーニア・ノルドエストに取得された。同社は現在、サンタ・マリーア・カープア・ヴェーテレ駅から、トレニタリアのナポリ方面への接続、ピエディモンテ・マテーゼ間、およびピスチノーラ駅＝ムニャーノ駅間（テヴェローラまで延長運転する）の路線を管理している。